# Torre de Monsanto

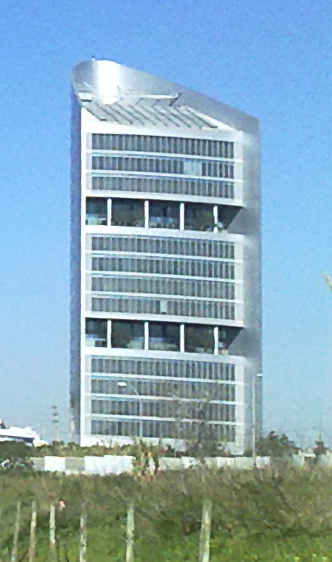
Torre de Monsanto

A Torre de Monsanto é um edifício de escritórios em Oeiras, com 12.780m², 20 andares acima do solo e 2 pisos subterrâneos. Foi construído pela Mota-Engil e desenhado pela Sua Kay Architects. É o segundo edifício mais alto da região de Lisboa, com 120 metros de altura e foi construído em 2001. Em 2002 foi posta a possibilidade de se fazer a Torre de Monsanto II, a mesma chegou a ser desenhada também pela Sua Kay Architects e teria 73 metros e 21 andares acima do solo.